# Kamasi Washington
Kamasi Washington (ur. 18 lutego 1981 w Los Angeles) – amerykański saksofonista i kompozytor jazzowy.

## Wybrana dyskografia
Opracowano na podstawie materiału źródłowego.

### Jako lider
- The Epic (Brainfeeder, 2015)
- Heaven and Earth (Young Turks, 2018)

### Jako sideman
Gerald Wilson:
- In My Time (Mack Avenue Records, 2005)

Flying Lotus:
- You're Dead! (Warp Records, 2014)

Kendrick Lamar:
- To Pimp a Butterfly (Aftermath Entertainment, 2015)

Thundercat:
- The Beyond/Where the Giants Roam (Brainfeeder, 2015)